# Sergej Krylov (autocoureur)
Sergej Nikolajevitsj Krylov (Russisch: Сергей Николаевич Крылов) (Moskou, 16 april 1963) is een Russisch autocoureur.

## Carrière
In 2000 maakte Krylov zijn debuut in het World Touring Car Championship, waar hij tot 2006 actief bleef. In deze periode behaalde hij vier podiumplaatsen en was een derde plaats in 2005 zijn beste resultaat in het kampioenschap. In 2005 nam hij ook deel aan de Super Production-klasse van de European Touring Car Cup op het Autodromo Vallelunga voor het team Sport-Garage, waar hij achter Lorenzo Falessi als tweede in het kampioenschap eindigde.
In 2007 mocht Krylov zijn debuut maken in het World Touring Car Championship voor het team GR Asia tijdens het raceweekend op Brands Hatch in een Seat Leon. Hij verving hier zijn landgenoot Timur Sadredinov, die niet aanwezig kon zijn door problemen met zijn paspoort. In de eerste race behaalde hij de finish niet, maar in de tweede race eindigde hij als twintigste.
Na het WTCC keerde Krylov tweemaal terug in de ETCC. In 2008 reed hij opnieuw voor het team Sport-Garage op de Salzburgring, maar ditmaal in de Super 2000-klasse. Hij verscheen echter niet aan de start bij beide races. In 2010 nam hij deel aan twee van de drie raceweekenden in de Super 1600-klasse voor het team ATM Racing, waarin hij uiteindelijk achter Carsten Seifert en Jens Löhnig als derde eindigde.
Krylov was ook adviseur bij de bouw van de Moscow Raceway.